# Stenus circularis
Stenus circularis är en skalbaggsart som beskrevs av Johann Ludwig Christian Gravenhorst 1802. Stenus circularis ingår i släktet Stenus, och familjen kortvingar. Arten är reproducerande i Sverige.